# 안트라사이트
안트라사이트(anthracite)는 무연탄을 사용하여 적당한 크기의 미립자 지름으로 걸러낸 여과재(濾過材)의 일종이다. 입자 또는 가루 형태의 여과재로서 상하수도의 대규모 물처리용으로 사용된다. 안트라사이트의 주된 성분인 탄소는 다른 물질에 비해 물과 화학약품의 부식에 대한 저항성이 크고 오염이 적기 때문에 여과재로 사용하기에 적당하다. 여과 지속 시간이 길어 유지관리비가 절약되고, 모래에 비해 비중이 작아 역세척 시 현탁물질 분리가 용이한 장점이 있다.
안트라사이트 품질 기준은 다음과 같다.
| 비중      | 균등계수 | 유효경    | 산용해도 | 고정탄소 | 회분    | 수분    | 휘발분  | 유황분  | 최대경      | 최소경      | 공극율   |
| --------- | -------- | --------- | -------- | -------- | ------- | ------- | ------- | ------- | ----------- | ----------- | -------- |
| 1.65 이상 | 1.5 미만 | 0.9~1.2mm | 5% 미만  | 88% 이상 | 8% 미만 | 3% 미만 | 8% 미만 | 1% 미만 | 2.8m/m 이하 | 0.5m/m 이상 | 50% 이상 |

## 같이 보기
- 무연탄